# 加藤宗厚
加藤 宗厚（かとう しゅうこう、1895年7月18日 - 1981年9月22日）は、日本の図書館司書、図書館学者。国立図書館館長、駒澤大学教授を歴任。日本十進分類法の著名な研究者。
終戦後の「図書館法」草案と『学校図書館の手引』作成にも尽力。「図書館奉仕」を理念の根底に据えることで日本の公共図書館サービスの向上に貢献。

## 来歴
愛知県稲沢市生まれ。1908年に得度。曹洞宗第四中学林（多々良高校の前進）、1922年に曹洞宗大学（現駒澤大学）卒業。1925年文部省図書館講習所修了。同年、帝国図書館勤務。1930年、帝国図書館司書。1940年、富山県立図書館長。1944年、東京都立深川図書館長。1947年、文部省嘱託。
1948年、最後の国立図書館長に就任。1949年、国立国会図書館支部上野図書館長。1960年から1968年まで駒澤大学教授ならびに駒澤大学図書館長を務める。1965年、勲三等受章
。

### 百姓息子として
1895年7月、愛知県中島郡稲島（現・稲沢市）の農家の三男二女の二男として生を受ける。幼名は棄逸、捨一と書いて”すていち”、これは父42歳、母33歳の厄年産まれのために、当時の慣習に従って鎮守社へ捨てられたことに由来している。この頃、長男にあたる兄は、既に長崎県対馬竹敷の禅寺で住職を営む叔父（父の末弟にあたる）の養子となっており、小学校へは1901年（明治34年）4月に入学したが、その翌年には2歳年下の三男も名古屋の扇子屋に貰われたために跡継ぎとなった。
しかし、宗厚が小学3年のとき、住職の叔父が帰郷した際に父と引取り方について相談が成された。当時の宗厚は学業に強い関心を抱いていたが、産まれた妹の子守を頼まれ机を取り上げられていた事に不満があったために、叔父の「中学校にも出してやるが！」の一言により、衝動的に住職の叔父のもとに身を寄せることを決めた。

### 坊主として
以降、引き取った叔父を師匠と表現する。引き取られてから後、高等小学の上級になる頃には、お経もいくらか覚えたとのことで師匠と檀家廻りを行いつつ有志依頼を受け数名の子供の勉学を見る生活を送る。1908年、13歳の頃に得度式を行い「宗厚」と命名される。
年を重ねるにつれ、師匠との間にあった情は薄れ厳格な関係となる。また師匠からの「飲酒」「喫煙」の誘惑。師匠の「博打」の生活態度に対する反発心から人生において、この3つを、断つに至る。ただし飲酒については、完全に断ったわけではない。酒嫌いというわけではなく周囲の気遣いもあった。

### 学生時代
1909年、高等小学校を卒業したものの約束されていた中学進学については約束の円滑な実行がなされなかった。また叔母が胃癌により失ったため進学を留保するも兄の使っていた教科書を譲り受け勉学に努める。翌年の秋に、曹洞宗第四中学林の規則書を取り寄せるよう師匠に命じられ山口県三田尻の宮市(防府市)にある宗立中学の受験を目指す。進学の決意にあたっては、師匠から「典座教訓」「衆寮箴規」「永平清規」などの道元の素読を教わっていたため「宗乗」「余乗」の学科に興味を持ったためと宗厚本人は、述べている。
当時の教師の中で特に印象深かったのが国漢を担当した恒藤という人物であると宗厚は振り返っている。卒業生への送辞を読むにあたり原稿の校正を願い出たところ翌日には、以下のような漢文調の送辞の原稿が渡されたため、当時もっとも親しかったとする越智という人物に奉書に書いてもらうこととなった。
この送辞の55年後、駒澤大学入試監督のため多々良に赴いた際に奉書が返還され、表装保存されて現在に至っている。

## 人物
- 宗厚は、小学3年修了の優等賞として「小豪集」を手にするまで教科書以外の読み物、雑誌、新聞すらなかった自身が帝国図書館に採用されたこと。さらに、100万冊の蔵書を持つ国立図書館長になったことは、摩訶不思議であると当時を振り返っての感想を、自著伝に記している。
- 「宗厚」（しゅうこう）という名前から、周囲からは「そうこう」「むねあつ」、子供からは「しるこさん」の名で親しまれた。また、呼び名を勘違いされることもあり、第一回日米大学図書館会議の米国大使館からのレセプション招待状には、” Miss. Shu-ko Kato” とあって本人は大笑いした。

### 初婚
大正4年の夏。家都合等により結婚が叶わぬ初恋を清算。翌年、慶雲寺（住職は、宗厚の叔父と道友関係であった）に出入りするようになり次女との関係を、恋愛ではなく結婚の対象として、考えるようになる。大学進学が控えていることもあり宗厚の師匠は反対をしていたが大学卒業まで親元預かりの約束を交わすことにより大正6年2月、関係者全員の合意の上において、形式上ではあったが挙式を執り行った。この最初の妻は、大正7年2月および大正11年2月に、長男、次男を授かるものの7月に、肺結核を患うこととなり大正15年1月13日に、宗厚と二男一女を残し亡くなる（行年32歳）。

### 再婚
最初の妻が無くなった時には、宗厚の母67歳。長男12歳。次男8歳。宗厚が抱える仕事の重責を理由に、二児を母に託すのは難しいと判断し忌明をもって、後妻を娶ることを決意する。宗厚は、ハウスキーパー型の堅実でありながら陽気であった彼女の御蔭で家庭を省みることなく職務や研究に没頭できたと述べている。また宗厚は、公式の場に妻を同伴させることがそれまで無かったのだが昭和40年11月11日の勲記、宝章の伝達式や皇居での式辞。12月8日の日本図書館協会有志による記念祝賀会。12月15日の対馬人会有志による受勲祝賀会には、妻の強い希望により3度同席させることとなる。年が明けて16日から17日にかけて全身の痙攣から始まり体調を崩し28日には歩行困難となり頭痛を訴え昏睡状態となる。そのまま29日（宗厚の記述によれば、午前4時10分）に、亡くなる（行年68歳）。

## 著書
- 訳書「Merrillの分類規程」W.S.Merrill著 間宮商店、1928
- 「日本件名標目集」間宮商店、1930[5]
- 編「日本件名標目表 附・ローマ字及漢字直接検引」間宮商店、1930
- 「標題目録要論」李尚友役 武昌文華圖書館學專科學校、1934
- 「件名目録法」満鉄地方部学務課、1935.9
- 「辞書体目録法 件名目録を中心として」富山県中央図書館、1938
- 「比較分類法概説」文部省、1939
- 「図書整理入門」古経荘、1939
- 『図書分類法要説』古経荘、1941年。
- 「件名目録 図書館実務叢書6」理想社、1949
- 「都道府縣議会図書館の現状」全国都道府縣議会議長会事務局、1950.11
- 「件名目録」理想社、1951
- 「図書の分類 改稿2版」理想社、1955
- 「件名作業」理想社、1957
- 「件名作業 図書館実務叢書11」理想社、1957
- 「比較分類法概論」理想社、1959
- 「図書分類法要説」理想社、1959
- 「農協文庫の手びき」家の光協会、1962
- 「正法眼蔵要語索引」理想社、1963
- 「図書の分類」理想社、1966
- 「私の図書館生活」1966
- 「図書館実務叢書11」理想社、1968
- 「件名入門」理想社、1972
- 「資料分類法要綱」鶴見大学、1973
- 「図書目録法要綱」駒沢大学図書館、1973
- 『最後の国立図書館長 :ある図書館守の一生』公論社、1976年8月12日。
- 「私の図書館生活・論集 続篇」日本図書館協会、1976
- 「正法眼蔵のなかの仏祖」公論社、1983
- 「富山県に於ける学校図書室調査」富山県立図書館（私製）、1983
- 「五箇山平村を訪ふ」富山県立図書館（私製）、1985

### 主な論文
- 加藤宗厚「NSHよりBSHへ」『図書館雑誌』第50巻第4号、日本図書館協会、1956年4月、ISSN 03854000、CRID 1522262179963092736。
- 加藤宗厚「学校図書館の基本問題」『図書館雑誌』第47巻第1号、日本図書館協会、1953年1月、6-8頁、ISSN 03854000、CRID 1524232504616604160。
- 加藤宗厚「上野図書館80年」『図書館雑誌』第46巻第12号、日本図書館協会、1952年12月、25頁、ISSN 03854000、CRID 1520854805147451648。

## 関連作品
- 『加藤宗厚先生のお仕事』日本図書館協会 2022.11刊行（著者・編者：竹内悊 著・訳 清田義昭・蓑田明子編）